# Lingua enets
La lingua enets, chiamata anche samoiedo dello Enisej (nome nativo Онэй база, Onėj baza; in russo энецкие языки?, ėneckie jazyk), è una lingua samoieda parlata in Russia dal popolo degli Enci, che vivono nella Siberia occidentale.

## Distribuzione geografica
Le stime sul numero di locutori della lingua enets sono discordanti.
Secondo alcune fonti, la lingua è parlata da circa 200 persone stanziate lungo il corso dello Enisej.
Altre fonti, invece, pur concordando sulla numerosità della popolazione di etnia enets, ritengono che solo una minoranza di loro sia in grado di parlare l'idioma omonimo. Le loro stime dei locutori variano da 90 a 30.

### Dialetti e lingue derivate
Si distinguono due varietà della lingua enets: la lingua enets della foresta (codice ISO 639-3 enf) e la lingua enets della tundra (codice ISO 639-3 enh).. Entrambe le lingue (o dialetti, a seconda delle scuole di pensiero) sembrano essere in via d'estinzione, parlate ormai solo da poche decine di persone e di età avanzata. La maggior parte degli Enets ormai preferisce utilizzare il russo.

#### Enets della foresta
Parlata in  alcuni insediamenti del Territorio di Krasnojarsk: Potapovo (per la maggior parte), Dudinka, ed altri.

#### Enets della tundra
Parlata in  alcuni insediamenti del Territorio di Krasnojarsk: villaggi di Vorontsovo e Karepovsk; e da alcuni gruppi nomadi nella zona di Tukhard.

## Sistema di scrittura
Per la scrittura viene utilizzato l'alfabeto cirillico.